# Amity (Arkansas)
Amity – miasto w Stanach Zjednoczonych, w stanie Arkansas, w hrabstwie Clark.